# O.T. Genasis
O.T. Genasis, pseudonimo di Odis Oliver Flowers (Atlanta, 18 giugno 1987), è un rapper statunitense.

## Biografia
Odis Oliver Flores è nato il 18 giugno 1987 ad Atlanta da immigrati del Belize. È cresciuto a Long Beach, in California. Genasis afferma che le sue influenze includono Cutty Ranks, Buju Banton, T.I., Ludacris, Tupac Shakur, Shabba Ranks e 50 Cent.

### Carriera
Nel 2011, la G-Unit Records lo ha firmato con la loro etichetta. Nel 2012, sotto la sua associazione con G-Unit, ha pubblicato il suo mixtape di debutto senza titolo ufficiale. In seguito è stato firmato per Conglomerate Records di Busta Rhymes. In seguito ha pubblicato alcune canzoni e singoli come Touchdown (Remix) con Busta Rhymes e French Montana e CoCo. Il primo singolo è diventato una canzone di successo per la classifica, con un picco al numero 20 della Billboard Hot 100 degli Stati Uniti. Beyoncé ha usato la sua canzone Everybody Mad come parte della sua performance di Coachella 2018 e come parte del suo On The Run II Tour. Nel 2022, il suo singolo del 2019 I look good è stato scelto come colonna sonora della campagna pubblicitaria della Apple per l'iPhone 13.

### Vita privata
Flores ha un figlio che ha l'autismo.
Flores è un Crip. Dopo aver pubblicato un video di se stesso che balla su Great Days de le bizzarre avventure di JoJo, è diventato famoso per il suo Crip Walk.

## Discografia

### Mixtape
- 2012 - Black Belt
- 2014 - Catastrophic 2
- 2015 - Rhytm & Bricks
- 2016 - Coke N Butter